# LVR-Wissenschaftspreis
Der LVR-Wissenschaftspreis (bis 2020: Albert-Steeger-Preis) ist ein vom Landschaftsverband Rheinland (LVR) seit 1956 vergebenes Stipendium in Höhe von derzeit 10.000 Euro, das jährlich für besonders qualifizierte wissenschaftliche Arbeiten über Themen der rheinischen Landeskunde im Bereich der Geisteswissenschaften wie auch der Naturwissenschaften auf der Burg Linn vergeben wird.
Das Stipendium wurde eingerichtet anlässlich des 70. Geburtstages von Albert Steeger als Dank für seine Leistungen als Forscher, Wissenschaftler, Heimatpfleger, Museumsdirektor und seine Verdienste um die rheinische Landeskunde.

2021 wurde der Preis umbenannt, da eine vom LVR in Auftrag gegebene Studie aufzeigt, dass „… seine Distanz zu nationalsozialistischem Gedankengut geringer gewesen ist, als bisher in der Forschung angenommen.“ In der Studie heißt es unter anderem:
„Obschon sich Albert Steeger im ‚Dritten Reich‘ nicht als überzeugter Nationalsozialist oder ‚brauner Heimatforscher‘ profiliert hat, war seine Distanz zum Nationalsozialismus jedoch deutlich kürzer, als er dies in den späten 1940er Jahren suggeriert hatte und wie es lange Zeit in der Forschung angenommen wurde“
– LVR-Fachbereich Kommunikation
Die Studie wurde von dem Historiker Alexander Friedman (Universität Düsseldorf) durchgeführt, nachdem neue Unterlagen zu den Aktivitäten von Albert Steeger gefunden worden waren.
2024 benannte der Landschaftsverband Rheinland (LVR) seinen etablierten Wissenschaftspreis um nach Edith Ennen zum 'Edith-Ennen-Wissenschaftspreis des LVR'.
Der LVR würdigt mit der neuen Namensgebung das wissenschaftliche Lebenswerk von Edith Ennen (1907–1999), einer Rheinländischen Pionierin der Geschichtswissenschaft. Ennen war nicht nur eine der ersten Professorinnen ihres Fachs, sondern auch eine Wegbereiterin der Stadt- und Frauengeschichtsforschung. Ihre Verbindung von wissenschaftlicher Exzellenz mit gesellschaftlichem Verantwortungsbewusstsein macht sie zur idealen Namensgeberin für den Forschungspreis des LVR.

## Geförderte Bereiche
Insbesondere gefördert werden Arbeiten aus den Bereichen
- Regional- und Landesgeschichte
- Heimatpflege
- Volkskunde
- Museologie
- Archivwesen
- Natur- und Landschaftsschutz
- Landespflege
- Kulturlandschaftspflege
- Archäologie
- Botanik
- Zoologie
- Geowissenschaften

## Stipendiaten
- 1956: Jochen Hild und Theo Schreurs
- 1957 und 1960: Friedrich Gorissen und Adelhart Zippelius
- 1958: Gustav Müller
- 1959: Hans Welters
- 1961: Renate Pirling
- 1962: Eheleute Diether und Elisabeth Eberhardt
- 1963: Gabriel Simons
- 1964: Karl N. Thome
- 1965: Heinrich Dittmaier und Gerhard Eitzen
- 1966: Klaus Koch und Willi Lucht
- 1967: Willi Münch und Nikolaus Kyll
- 1968: Ernst Hollstein und Karl-Heinz Knörzer
- 1969: Josef Dietz und Leo Hugot
- 1970: Herbert Hubatsch und Wilhelm Paas
- 1971: Friedel Krings und Otto Treptow
- 1972: Gerta Bauer und Hans Mertens
- 1973: Otto Kaufmann und Ilse Paar
- 1974: Hubert Roer und Albert Schulte
- 1975: Michael Metschies und Josef Beser
- 1976: Leo Gillessen und Wolfgang Schumacher
- 1977: Klaus Goebel und Josef Weber
- 1978: Surendra K. Arora und Jörg Schalich
- 1979: Helmut Fischer und Hermann Josef Roth
- 1980: Oskar Burghardt und Peter Neu
- 1981: Peter Schreiner und Helmut Paul Klein
- 1982: Manfred Groß und Friedhelm Nippel
- 1983: Wilfried Moll und Edmund Spohr
- 1984: Egon Heeg und Helmut Kinkler
- 1985: Georg Cornelissen und Josef Klostermann
- 1986: Horst Bursch und Reinhard Jödicke
- 1987: Stefan Frankewitz und Norbert Grimbach
- 1988: Josef Wißkirchen und Wolfgang Dassel
- 1989: Guido Weber und Christoph Reichmann
- 1990: Jutta Prieur-Pohl und Heinz Schumacher
- 1991: Marlene Nikolay-Panter und Ulrike Stottrop
- 1992: Gert Fischer und Frank Siegmund
- 1994: Renate Gerlach und Bernd Päffgen
- 1995: Susanne Sommer und Clive Bridger
- 1996: Burkhard Dietz und Hein Meidow
- 1999: Gunther Hirschfelder und Andrea Herch
- 2001: Stephan Laux und Volkhard Wille
- 2002: Heye Bogena und Horst Wallraff
- 2003: Jürgen Thissen, Ralf W Schmitz und Ingo Runde
- 2004: Ursula Tegtmeier, Birgit Klein und Arnold Heuser
- 2005: Ulrike Müssemeier und Ulf Schmitz
- 2006: Nicola Wenge und Hans-Martin Weber
- 2007: Andreas Rutz
- 2009: Bastian Fleermann und Martin Schlemmer
- 2009: Daniel Ortmann
- 2011: Tobias Vogelfänger
- 2012: Christian George
- 2013: Tanja Potthoff
- 2014: Renate Fuchs
- 2017: Manuel Hagemann
- 2019: Tanja Zerl und Torsten Rünger[2]
- 2019: Linda Prinz und Thomas Becker[3]

### Über das Steeger-Stipendium
- Hans Voetz (Red.): Albert-Steeger Stipendium des Landschaftsverbandes Rheinland. Niederrheinisches Jahrbuch XIII. Verein Linker Niederrhein, Krefeld 1976.
- Wolfgang Schmidt (Red.): Albert-Steeger Stipendium des Landschaftsverbandes Rheinland. Niederrheinisches Jahrbuch 16. Verein Linker Niederrhein, Krefeld 1992.

### Ausgezeichnete Arbeiten
- Fabian Bechtold:  Die Aachener Elektrizitätsversorgung von 1882-1986: eine longitudinale Analyse systemischen Wandels, ultralanglebiger Entscheidungen und ihrer Folgen am Beispiel der Aachener Elektrizitätsversorgung
- Clive Bridger: Das römerzeitliche Gräberfeld "An Hinkes Weißhof": Tönisvorst-Vorst, Kreis Viersen. (= Rheinische Ausgrabungen. 40). Dissertation. Universität Bonn. Köln 1996. 1. Teil der Dissertation erschienen in: Bonner Jahrbücher. 194, 1994, ISBN 3-7927-1577-5.
- Bastian Fleermann: Marginalisierung und Emanzipation: jüdische Alltagskultur im Herzogtum Berg 1779–1847. (= Bergische Forschungen. XXX). Schmidt, Neustadt an der Aisch 2007, ISBN 978-3-87707-702-3.
- R. Fuchs: Dynamik der Erlenbruchwälder, Moorbirken-Moorwälder und Gagelgebüsche im Übergang Niederrhein – Ruhrgebiet. Eine vegetationsökologische Analyse unter besonderer Berücksichtigung der Moose. (= Abhandlungen aus dem Westfälischen Museum für Naturkunde. Band 76). 2013, ISBN 978-3-940726-23-0.
- Manuel Hagemann: Herrschaft und Dienst. Territoriale Amtsträger unter Adolf II. von Kleve (1394–1448) (= Schriften der Heresbach-Stiftung Kalkar 17). Verlag für Regionalgeschichte, Bielefeld 2020, ISBN 978-3-7395-1217-4.
- Gunther Hirschfelder: Die Kölner Handelsbeziehungen im Spätmittelalter. (= Veröffentlichungen des Kölnischen Stadtmuseums. 10). Dissertation. Universität Trier. Köln 1994, ISBN 3-927396-58-3.
- Birgit E. Klein: Wohltat und Hochverrat. Kurfürst Ernst von Köln, Juda bar Chajjim und die Juden im Alten Reich. (= Netiva. 5). Dissertation. Universität Duisburg. Hildesheim 2003, ISBN 3-487-11951-X.
- Stephan Laux: Reformationsversuche  in Kurköln (1542–1548). Fallstudien zu einer Strukturgeschichte landstädtischer Reformation (Neuss, Kempen, Andernach Linz). (= Reformationsgeschichtliche Studien und Texte. 143). Dissertation. Universität Düsseldorf. Münster 2001, ISBN 3-402-03807-2.
- Ulrike Müssemeier: Die merowingerzeitlichen Funde aus der Stadt Bonn und ihrem Umland. Dissertation. Universität Bonn. Bonn 2004 (hss.ulb.uni-bonn.de (Memento vom 7. Juni 2007 im Internet Archive))
- Thomas Roggenkamp: Rekonstruktion der Hydrologie des römerzeitlichen Mittel- und Niederrheins. Dissertation. Universität Bonn 2016, ISBN 978-3-88143-085-2.
- Ingo Runde: Xanten im frühen und hohen Mittelalter. Sagentradition – Stiftsgeschichte – Stadtwerdung. (= Rheinisches Archiv. 147). Dissertation. Universität Duisburg. Köln / Weimar / Wien 2003, ISBN 3-412-15402-4.
- Andreas Rutz: Bildung – Konfession – Geschlecht. Religiöse Frauengemeinschaften und die katholische Mädchenbildung im Rheinland (16. – 18. Jahrhundert). (= Veröffentlichungen des Instituts für Europäische Geschichte Mainz. 210). Dissertation. Universität Bonn. Mainz 2006, ISBN 3-8053-3589-X.
- Jörg Peter Schalich: Die spätpleistozäne und holozäne Tal- und Bodenentwicklung an der mittleren Rur. Dissertation. Verlag Geologisches Landesamt, Krefeld 1968.
- Martin Schlemmer: "Los von Berlin". Die Rheinstaatbestrebungen nach dem Ersten Weltkrieg. (= Rheinisches Archiv. 152). Dissertation. Universität Bonn. Köln / Weimar / Wien 2007, ISBN 978-3-412-11106-9.
- Ralf W. Schmitz, Jürgen Thissen: Neandertal. Die Geschichte geht weiter. Heidelberg 2000, ISBN 3-8274-0165-8.
- Ulf Schmitz: Untersuchungen zum Vorkommen und zur Ökologie neophytischer Amaranthaceae und Chenopodiaceae in der Ufervegetation des Niederrheins. Dissertation. Universität Düsseldorf. Düsseldorf 2002. (ulb.uni-duesseldorf.de)
- Andrea Stieldorf: Rheinische Frauensiegel. Studien zur rechtlichen und sozialen Stellung weltlicher Frauen im 13. und 14. Jahrhundert. (= Rheinisches Archiv. 142). Dissertation. Universität Bonn. Köln / Weimar / Wien 1999, ISBN 3-412-02999-8.
- Tobias Vogelfänger: Nordrheinische Flurnamen und digitale Sprachgeographie. Sprachliche Vielfalt in räumlicher Verbreitung (= Rheinisches Archiv. 155). Dissertation. Universität Bonn. Köln / Weimar / Wien 2010, ISBN 978-3-412-20542-3.
- Tanja Zerl: Archäobotanische Untersuchungen zur Landwirtschaft und Ernährung während Bronze- und Eisenzeit in der Niederrheinischen Bucht.
- Torsten Rünger: Gesellschaft und Gewerbe im ländlichen Raum des 12. Jahrhunderts. Die Siedlung am Rand von Pier, Gemeinde Inden, Rheinland.